# Mięsień trąbkowo-gardłowy
Mięsień trąbkowo-gardłowy (łac. musculus salpingopharyngeus) – w anatomii człowieka mały mięsień podniebienia miękkiego. Zaczyna się na dolnym końcu przyśrodkowej blaszki chrząstki trąbki słuchowej, biegnie w dół na wewnętrzną powierzchnię gardła i zlewa się z mięśniem podniebienno-gardłowym. Bywa opisywany jako osobny mięsień lub jako część mięśnia podniebienno-gardłowego. Unerwiony jest przez nerw błędny. Bierze udział w unoszeniu gardła.